# Arteriosclerosis, Thrombosis, and Vascular Biology
Arteriosclerosis, Thrombosis, and Vascular Biology (skrót: Arterioscler Thromb Vasc Biol. lub ATVB) – amerykańskie naukowe czasopismo kardiologiczne o zasięgu międzynarodowym, wydawane od 1981. Specjalizuje się w publikowaniu badań dotyczących miażdżycy, zakrzepicy i biologii naczyniowej. Oficjalny organ Rady Amerykańskiego Towarzystwa Kardiologicznego ds. Miażdżycy, Zakrzepicy i Biologii Naczyniowej (American Heart Association’s Council on Arteriosclerosis, Thrombosis, and Vascular Biology). Miesięcznik.
Czasopismo jest częścią rodziny tytułów naukowych wydawanych przez American Heart Association/American Stroke Association (AHA/ASA). Pokrewne czasopisma wydawane przez AHA/ASA to: „Circulation”, „Circulation Research”, „Stroke”, „Journal of the American Heart Association” (JAHA), „Circulation: Cardiovascular Imaging”, „Circulation: Arrhythmia and Electrophysiology”, „Circulation: Cardiovascular Genetics”, „Circulation: Heart Failure”, „Circulation: Cardiovascular Interventions”, „Circulation: Cardiovascular Quality and Outcomes” oraz „Hypertension”. Kwestie wydawniczo-techniczne tytułu leżą w gestii medycznej marki wydawniczej Lippincott Williams & Wilkins, która należy do koncernu Wolters Kluwer.
W latach 1981–1990 pismo nosiło tytuł „Arteriosclerosis”, od 1991 „Arteriosclerosis & Thrombosis”, zaś od 1995 ukazuje się pod nazwą „Arteriosclerosis, Thrombosis and Vascular Biology”.
ATVB publikuje prace oryginalne, recenzje, komentarze redakcyjne oraz listy. Na łamach czasopisma ukazują się badania dotyczące chorób naczyniowych związanych z miażdżycą i zakrzepicą z różnych dziedzin, w tym m.in.: biochemii, biofizyki, biologii komórkowej i molekularnej, epidemiologii, genetyki i żywienia. Tytuł adresowany jest do kardiologów akademickich, biologów naczyniowych, fizjologów, farmakologów i hematologów. 
Pierwszym redaktorem naczelnym (ang. editor-in-chief) czasopisma był Edwin L. Bierman (1981–1990), następnie Alan Fogelman (1991–1999), Donald D. Heistad (1999–2007), Mark Taubman (2007–2011) oraz Edward Fisher (2011–2012). Od 2012 roku redaktorem naczelnym ATVB jest Alan Daugherty, związany z University of Kentucky.
Pismo ma współczynnik wpływu impact factor (IF) wynoszący 6,086 (2017) oraz wskaźnik Hirscha równy 247 (2017). W międzynarodowym rankingu SCImago Journal Rank (SJR) mierzącym wpływ, znaczenie i prestiż poszczególnych czasopism naukowych „Arteriosclerosis, Thrombosis, and Vascular Biology” zostało w 2017 sklasyfikowane na 17. miejscu wśród czasopism z dziedziny kardiologii i medycyny sercowo-naczyniowej. W polskich wykazach czasopism punktowanych przez Ministerstwo Nauki i Szkolnictwa Wyższego publikacja w tym czasopiśmie otrzymywała w latach 2013–2016 po 45 punktów.
Czasopismo jest indeksowane w BIOSIS, CABS, Chemical Abstracts, Current Contents, EMBASE, Scopusie oraz w bazie PubMed.